# Deroplatys indica
Deroplatys indica är en bönsyrseart som beskrevs av Roger Roy 2007. Deroplatys indica ingår i släktet Deroplatys och familjen Mantidae. Inga underarter finns listade i Catalogue of Life.